# Carex buekii
Carex buekii là một loài thực vật có hoa trong họ Cói. Loài này được Wimm. mô tả khoa học đầu tiên năm 1857.

## Hình ảnh

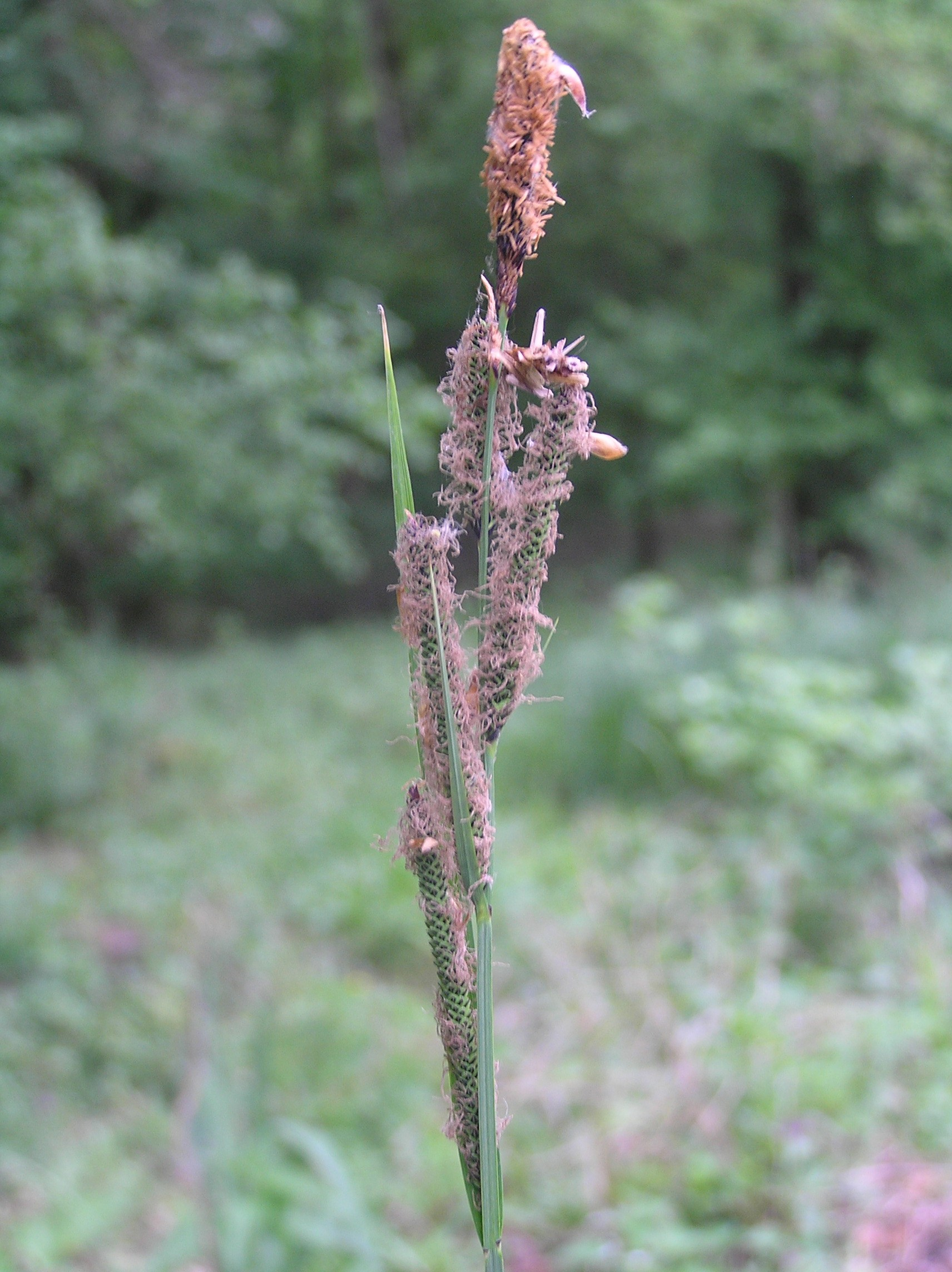
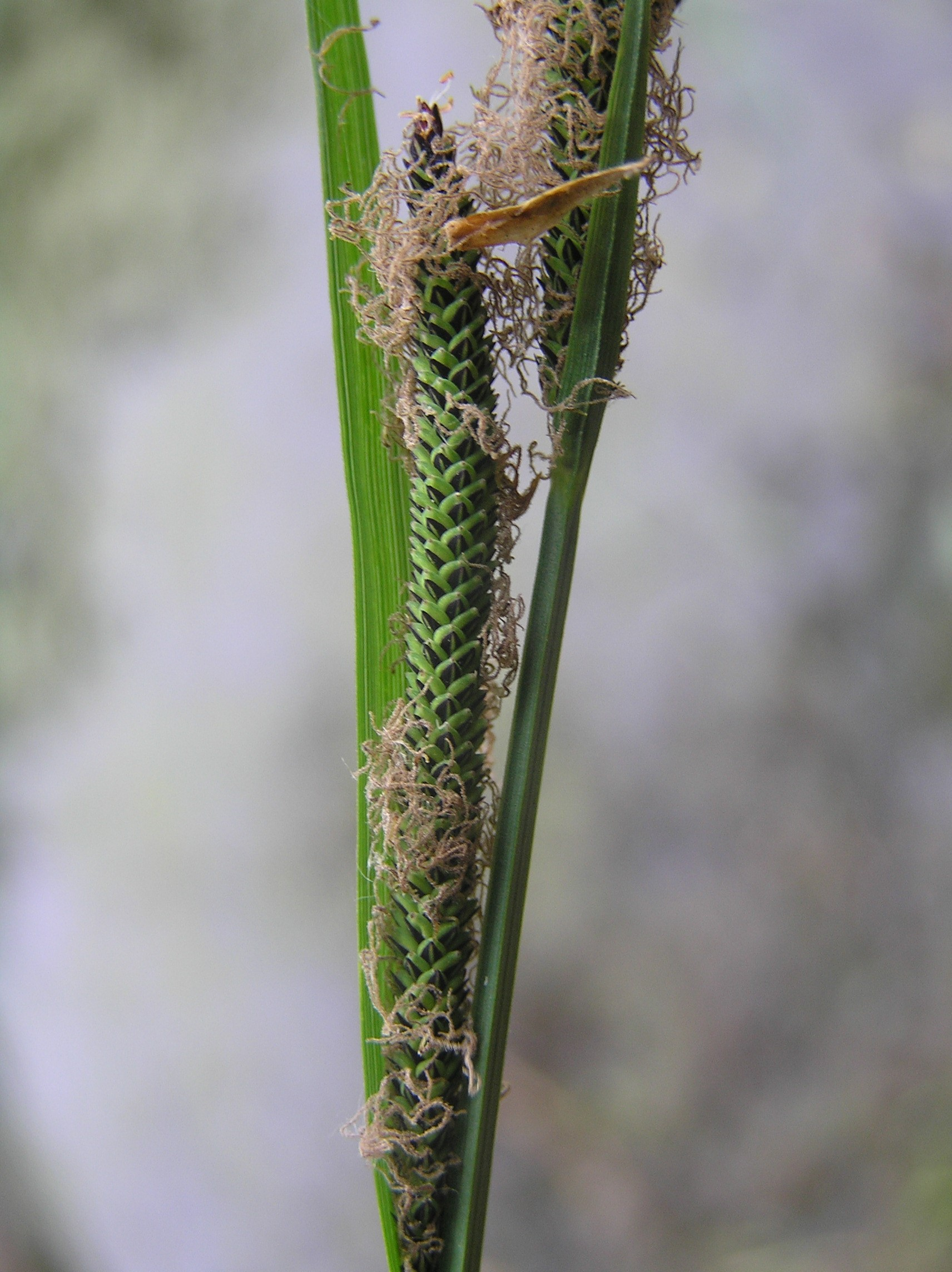
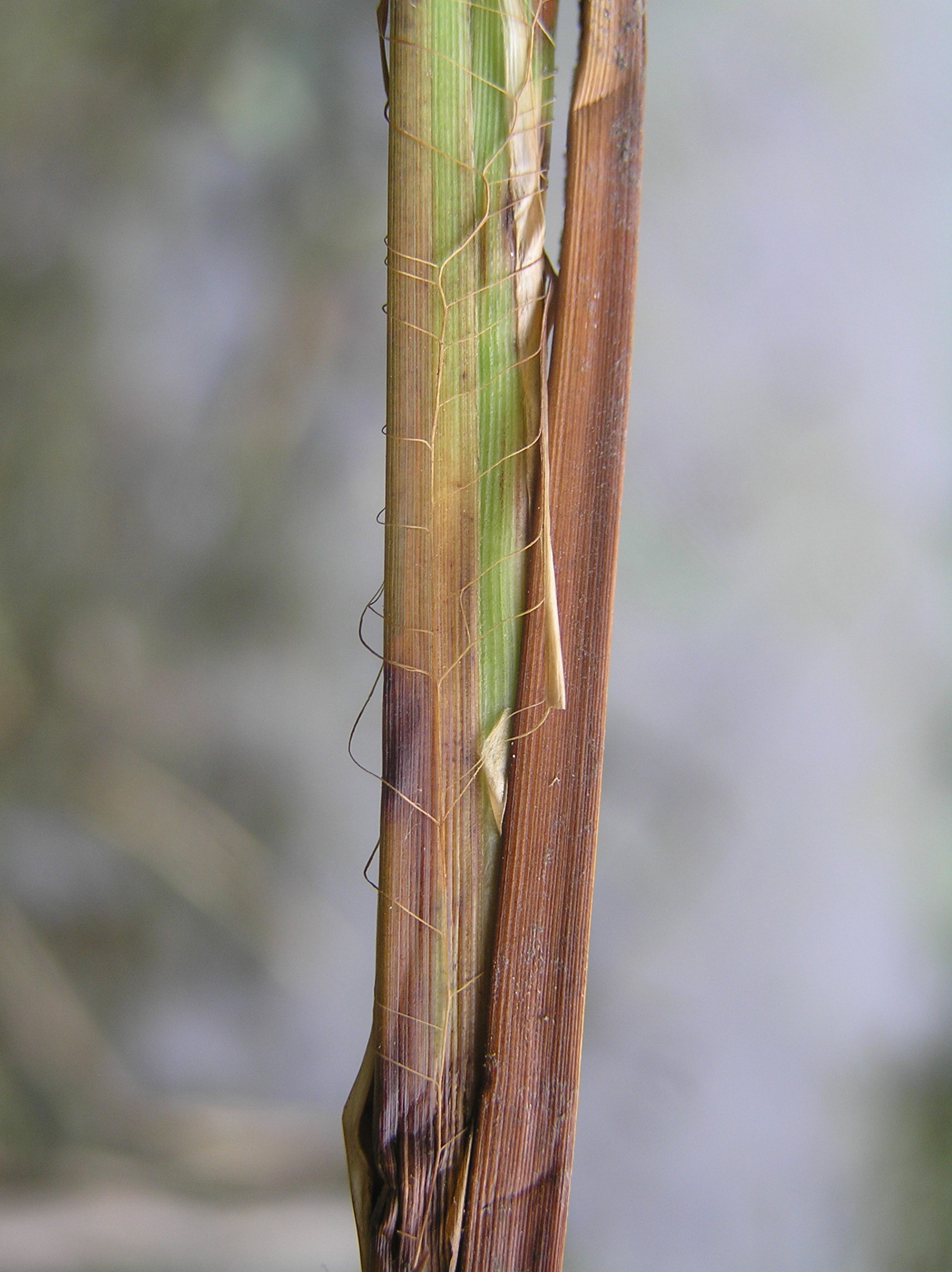